# Mifflin (Town, Iowa County)
Die Town of Mifflin ist eine von 14 Towns im Iowa County im US-amerikanischen Bundesstaat Wisconsin. Im Jahr 2010 hatte die Town of Mifflin 585 Einwohner.
Town hat in Wisconsin eine grundlegend andere Bedeutung, als im übrigen englischsprachigen Bereich. Vielmehr entspricht sie den in den anderen US-Bundesstaaten üblichen Townships, die nach dem County die nächstkleinere Verwaltungseinheit bilden.
Das Gebiet der Town of Mifflin ist Bestandteil der Metropolregion Madison.

## Geografie
Die Town of Mifflin liegt im Südwesten Wisconsins. Der am Mississippi gelegene Schnittpunkt der drei Bundesstaaten Wisconsin, Iowa und Minnesota liegt rund 130 km nordwestlich; nach Illinois sind es rund 50 km in südlicher Richtung.
Die geografischen Koordinaten des Zentrums der Town of Mifflin sind 42°52′47″ nördlicher Breite und 90°21′52″ westlicher Länge. Sie erstreckt sich über eine Fläche von 131,3 km². Die Town of Mifflin umschließt vollständig die selbstständige Gemeinde Rewey, ohne dass diese der Town angehört.
Die Town of Mifflin liegt im äußersten Südwesten des Iowa County und grenzt an folgende Nachbartowns:
| Town of Wingville (Grant County)                     | Town of Eden                                |                                    |
| Village of Livingston Town of Clifton (Grant County) | Kompassrose, die auf Nachbargemeinden zeigt | Town of Linden                     |
| Town of Lima (Grant County)                          | Town of Belmont (Lafayette County)          | Town of Kendall (Lafayette County) |

## Verkehr
Der Wisconsin State Highway 80 bildet im Norden die westliche Grenze der Town of Mifflin. In der nicht zur Town gehörenden Stadt Mineral Point kreuzen diese Straßen. Daneben führen durch das Gebiet der Town noch die County Highways A, E, G, J und X. Alle weiteren Straßen sind untergeordnete Landstraßen sowie teils unbefestigte Fahrwege.
Mit dem Iowa County Airport befindet sich rund 10 km östlich ein kleiner Flugplatz. Die nächsten Verkehrsflughäfen sind der Dubuque Regional Airport in Iowa (rund 75 km südsüdwestlich), der Dane County Regional Airport in Wisconsins Hauptstadt Madison (rund 110 km ostnordöstlich) und der Chicago Rockford International Airport (rund 160 km südöstlich).

## Bevölkerung
Nach der Volkszählung im Jahr 2010 lebten in der Town of Mifflin 585 Menschen in 211 Haushalten. Die Bevölkerungsdichte betrug 4,5 Einwohner pro Quadratkilometer. In den 211 Haushalten lebten statistisch je 2,77 Personen.
Ethnisch betrachtet setzte sich die Bevölkerung zusammen aus 97,9 Prozent Weißen sowie 1,4 Prozent aus anderen ethnischen Gruppen; 0,7 Prozent stammten von zwei oder mehr Ethnien ab. Unabhängig von der ethnischen Zugehörigkeit waren 1,7 Prozent der Bevölkerung spanischer oder lateinamerikanischer Abstammung.
26,2 Prozent der Bevölkerung waren unter 18 Jahre alt, 61,5 Prozent waren zwischen 18 und 64 und 12,3 Prozent waren 65 Jahre oder älter. 49,2 Prozent der Bevölkerung war weiblich.
Das mittlere jährliche Einkommen eines Haushalts lag bei 64.167 USD. Das Pro-Kopf-Einkommen betrug 21.974 USD. 7,5 Prozent der Einwohner lebten unterhalb der Armutsgrenze.

## Ortschaften in der Town of Mifflin
Neben Streubesiedlung existiert in der Town of Mifflin noch die gemeindefreie Siedlung Mifflin.